# Giải bóng đá hạng tư quốc gia Cộng hòa Síp 2002–03
Giải bóng đá hạng tư quốc gia Cộng hòa Síp 2002–03 là mùa giải thứ 18 của giải bóng đá hạng tư Cộng hòa Síp. Orfeas Nicosia giành danh hiệu đầu tiên.

## Thể thức thi đấu
Có 13 đội tham gia Giải bóng đá hạng tư quốc gia Cộng hòa Síp 2002–03. Tất cả các đội đều thi đấu 2 trận, một trân sân nhà và một trận sân khách. Đội nhiều điểm nhất sẽ lên ngôi vô địch. Ba đội đầu bảng được lên chơi tại Giải bóng đá hạng ba quốc gia Cộng hòa Síp 2003–04 and the last two đội xuống chơi ở các giải khu vực.

### Hệ thống điểm
Các đội bóng nhận 3 điểm cho một trận thắng, 1 điểm cho một trận hòa và 0 điểm cho một trận thua.

## Thay đổi so với mùa giải trước
Các đội thăng hạng Giải bóng đá hạng ba quốc gia Cộng hòa Síp 2002–03
- AEM Mesogis
- Elpida Xylofagou
- Achyronas Liopetriou

Các đội xuống hạng từ Giải bóng đá hạng ba quốc gia Cộng hòa Síp 2001–02
- PEFO Olympiakos
- Rotsidis Mammari
- ATE PEK Ergaton

Các đội thăng hạng từ các giải khu vực
- Olympos Xylofagou
- Evagoras Pallikarides Agion Trimithias
- AOL Omonia Lakatamias

Các đội xuống hạng các giải khu vực
- THOI Avgorou
- AMEK Kapsalou
- ASPIS Pylas
- Proodos Kaimakliou

Ghi chú:
- AMEP Parekklisia bỏ giải trước khi mùa giải khởi tranh.

## Bảng xếp hạng
| Vị thứ | Đội                                    | St. | T. | H. | B. | BT. | BB. | HS. | Đ. | Ghi chú                                                                |
| ------ | -------------------------------------- | --- | -- | -- | -- | --- | --- | --- | -- | ---------------------------------------------------------------------- |
| 1      | Orfeas Nicosia                         | 24  | 17 | 5  | 2  | 58  | 29  | 29  | 56 | Vô địch-Thăng hạng Giải bóng đá hạng ba quốc gia Cộng hòa Síp 2003–04. |
| 2      | Ethnikos Latsion FC                    | 24  | 15 | 6  | 3  | 60  | 24  | 36  | 51 | Thăng hạng Giải bóng đá hạng ba quốc gia Cộng hòa Síp 2003–04.         |
| 3      | AEK Kythreas                           | 24  | 13 | 3  | 8  | 59  | 42  | 17  | 42 | Thăng hạng Giải bóng đá hạng ba quốc gia Cộng hòa Síp 2003–04.         |
| 4      | Olympos Xylofagou                      | 24  | 13 | 1  | 10 | 48  | 46  | 2   | 40 |                                                                        |
| 5      | Frenaros FC 2000                       | 24  | 10 | 5  | 9  | 49  | 35  | 14  | 35 |                                                                        |
| 6      | Evagoras Pallikarides Agion Trimithias | 24  | 8  | 8  | 8  | 30  | 29  | 1   | 32 |                                                                        |
| 7      | AOL Omonia Lakatamias                  | 24  | 8  | 6  | 10 | 37  | 42  | -5  | 30 |                                                                        |
| 8      | Anagennisi Lythrodonta                 | 24  | 8  | 4  | 12 | 33  | 44  | -11 | 28 |                                                                        |
| 9      | Apollon Lympion                        | 24  | 8  | 4  | 12 | 28  | 42  | -14 | 28 |                                                                        |
| 10     | Ellinismos Akakiou                     | 24  | 7  | 6  | 11 | 38  | 47  | -9  | 27 |                                                                        |
| 11     | ATE PEK Ergaton                        | 24  | 8  | 3  | 13 | 29  | 47  | -18 | 27 |                                                                        |
| 12     | Rotsidis Mammari                       | 24  | 6  | 5  | 13 | 30  | 49  | -19 | 23 | Xuống hạng các giải khu vực.                                           |
| 13     | PEFO Olympiakos1                       | 24  | 5  | 4  | 15 | 28  | 51  | -23 | 19 | Xuống hạng các giải khu vực.                                           |

1PEFO Olympiakos withdrew with 3 matches left; their remaining matches were awarded 2-0 to their opponents.
Hệ thống điểm: Thắng=3 điểm, Hòa=1 điểm, Thua=0 điểm
Quy tắc xếp hạng: 1) Điểm, 2) Hiệu số, 3) Bàn thắng

## Kết quả
| ↓Home / Away→ | AEK | ANG | AOL | APL | ATE | ETN  | ELL | EGR | ORF  | PEF  | RTS | FRN | OLM |
| ------------- | --- | --- | --- | --- | --- | ---- | --- | --- | ---- | ---- | --- | --- | --- |
| AEK           |     | 4-0 | 3-2 | 3-1 | 5-0 | 1-1  | 2-4 | 0-1 | 1-3  | 3-1  | 5-1 | 3-2 | 2-3 |
| Anagennisi    | 3-4 |     | 3-1 | 2-1 | 3-0 | 0-3  | 3-0 | 0-0 | 1-2  | 2-01 | 0-1 | 2-1 | 2-0 |
| AOL Omonia    | 1-1 | 0-0 |     | 0-2 | 2-1 | 2-1  | 2-2 | 0-4 | 2-2  | 2-2  | 4-0 | 3-1 | 2-3 |
| Apollon       | 0-6 | 3-0 | 0-0 |     | 1-2 | 0-1  | 2-1 | 3-0 | 2-1  | 2-1  | 1-0 | 4-1 | 0-3 |
| ATE PEK       | 1-1 | 1-5 | 1-2 | 2-1 |     | 0-5  | 5-1 | 0-0 | 1-2  | 2-1  | 4-0 | 1-1 | 3-0 |
| Ethnikos      | 2-1 | 4-1 | 2-1 | 7-1 | 5-1 |      | 5-2 | 1-1 | 1-1  | 2-0  | 2-3 | 2-1 | 3-1 |
| Ellinismos    | 5-2 | 0-0 | 2-1 | 0-0 | 3-0 | 0-2  |     | 4-3 | 1-1  | 3-0  | 1-2 | 1-1 | 1-1 |
| Evagoras      | 3-1 | 1-0 | 0-1 | 1-1 | 0-1 | 2-2  | 0-2 |     | 2-2  | 0-0  | 1-0 | 2-2 | 2-1 |
| Orfeas        | 4-2 | 2-1 | 4-2 | 2-1 | 4-0 | 3-2  | 2-1 | 1-3 |      | 5-2  | 4-1 | 3-1 | 4-1 |
| PEFO          | 2-4 | 2-1 | 2-4 | 5-1 | 0-1 | 0-21 | 2-0 | 1-0 | 0-21 |      | 0-1 | 0-8 | 5-2 |
| Rotsidis      | 0-1 | 3-3 | 0-1 | 1-1 | 2-1 | 1-1  | 4-1 | 2-3 | 0-0  | 2-2  |     | 0-3 | 2-3 |
| Frenaros FC   | 1-2 | 4-1 | 3-0 | 1-0 | 1-0 | 1-1  | 5-2 | 2-0 | 1-2  | 0-0  | 3-1 |     | 3-2 |
| OlymVị thứ    | 1-2 | 7-0 | 3-2 | 2-0 | 2-1 | 0-3  | 2-1 | 2-1 | 0-2  | 2-0  | 4-3 | 3-2 |     |